# El jockey
El jockey (Engels: Kill the Jockey) is een Argentijns-Mexicaans-Spaans-Deens-Amerikaanse sportdramafilm uit 2024, geregisseerd en mede geschreven en geproduceerd door Luis Ortega. De hoofdrollen worden vertolkt door Úrsula Corberó en Nahuel Pérez Biscayart.

## Verhaal
De jockeys Abril en Remo racen voor de machtige gangster Sirena. Op een dag doodt Remo per ongeluk een waardevol renpaard en moet op de vlucht. Abril gaat naar hem op zoek in Buenos Aires vooraleer Sirena hem kan vinden.

## Rolverdeling
| Acteur                 | Personage |
| ---------------------- | --------- |
| Úrsula Corberó         | Abril     |
| Nahuel Pérez Biscayart | Remo      |
| Daniel Giménez Cacho   | Sirena    |
| Mariana Di Girólamo    |           |
| Daniel Fanego          |           |
| Roly Serrano           |           |

## Productie
De film wordt geproduceerd door Rei Pictures samen met El Despacho, Infinity Hill, Warner Music Entertainment en Exile Content in co-productie met El Estudio (Spanje), Piano (Mexico), Snowglobe (Denemarken), Jacinto Films (Argentinë) en Barraca Producciones (Mexico), in samenwerking met Dim Films (Argentinië). De filmopnames werden half mei 2023 afgerond.

## Release en ontvangst
El jockey ging op 29 augustus 2024 in première op het Filmfestival van Venetië in de competitie voor de Gouden Leeuw. De film werd geselecteerd als Argentijnse inzending voor de beste niet-Engelstalige film voor de 97ste Oscaruitreiking.

## Prijzen en nominaties
De belangrijkste:
| Jaar | Prijs                    | Categorie    | Genomineerde(n) | Uitslag     |
| ---- | ------------------------ | ------------ | --------------- | ----------- |
| 2024 | Filmfestival van Venetië | Gouden Leeuw | Luis Ortega     | Genomineerd |